# 달려라! 도라라
달려라! 도라라는 2008년 10월 22일부터 2009년 8월 18일까지 한국교육방송공사에서 방영한 텔레비전 방송 프로그램이다.

## 등장 인물
- 도라라 (햄스터)
- 반바니 (토끼)
- 뻐끔이 (금붕어)
- 딴죽이 (기니피그)
- G마우스 (쥐)
- 돈조앙 (고슴도치)
- 번개 (기니피그)
- 달릴레옹 (기니피그)
- 다골라 (기니피그)
- 잔디
- 이모